# 布倫弗洛斯格拉本河

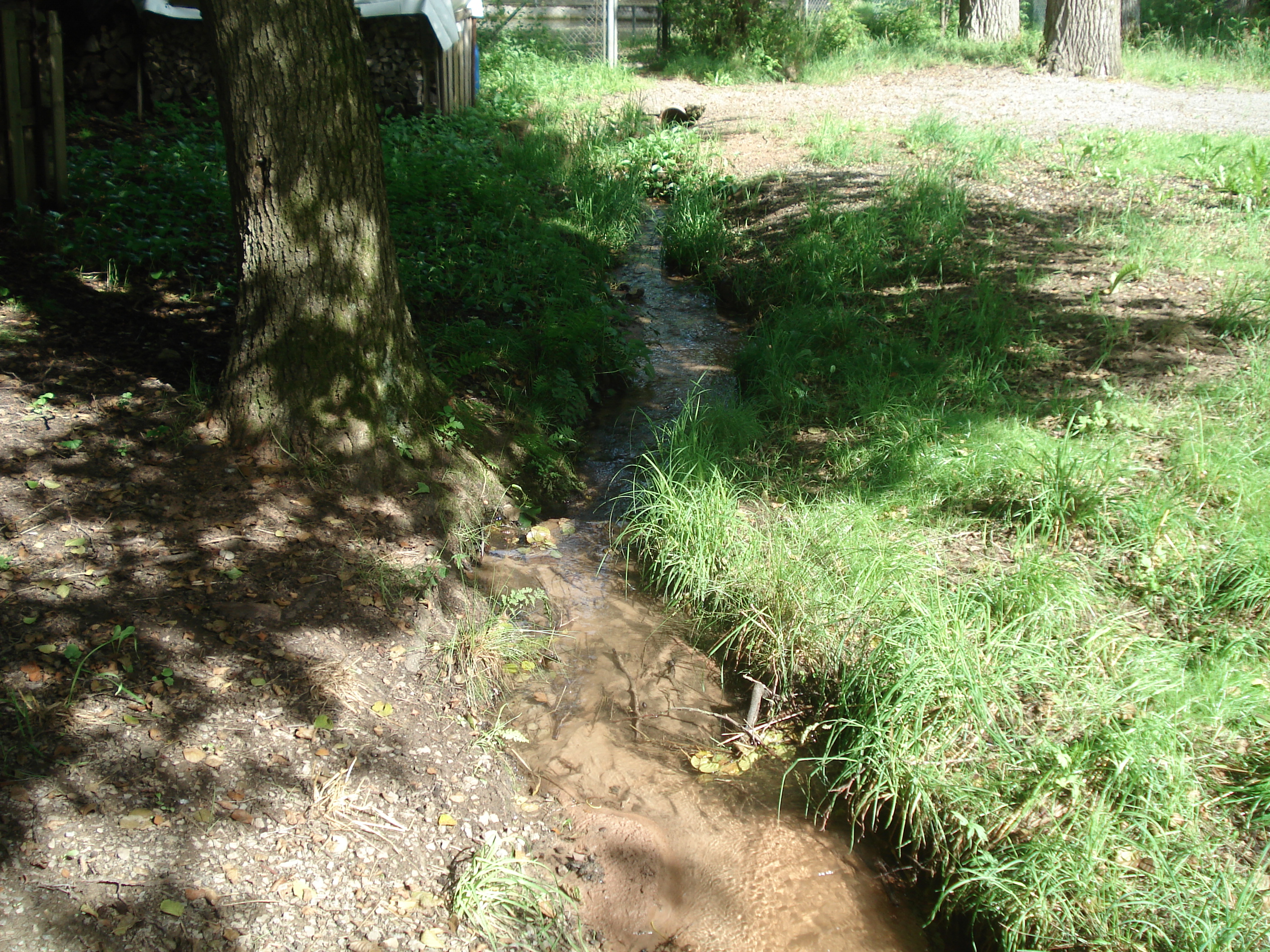

49°49′56.64″N 9°15′50.08″E / 49.8324000°N 9.2639111°E
布倫弗洛斯格拉本河（德語：Brunnfloßgraben），是德國的河流，位於該國東南部，由巴伐利亞負責管轄，屬於埃爾薩瓦河的左支流，河道全長2.1公里，流域面積2.2平方公里。